# جيم بلفور
جيم بلفور هو سياسي أسترالي، ولد في 30 سبتمبر 1914 في ويندسور ‏ في أستراليا، وتوفي في 19 مايو 1990. نشط حزبياً في Liberal and Country Party ‏. وقد انتخب عضو الجمعية التشريعية  في فيكتوريا ‏ عن دائرة Electoral district of Narracan ‏ (29 أبريل 1967 – 2 أبريل 1982) وانتخب عضو الجمعية التشريعية  في فيكتوريا ‏ عن دائرة Electoral district of Morwell ‏ (28 مايو 1955 – 28 أبريل 1967).